# Antoni Xiężopolski

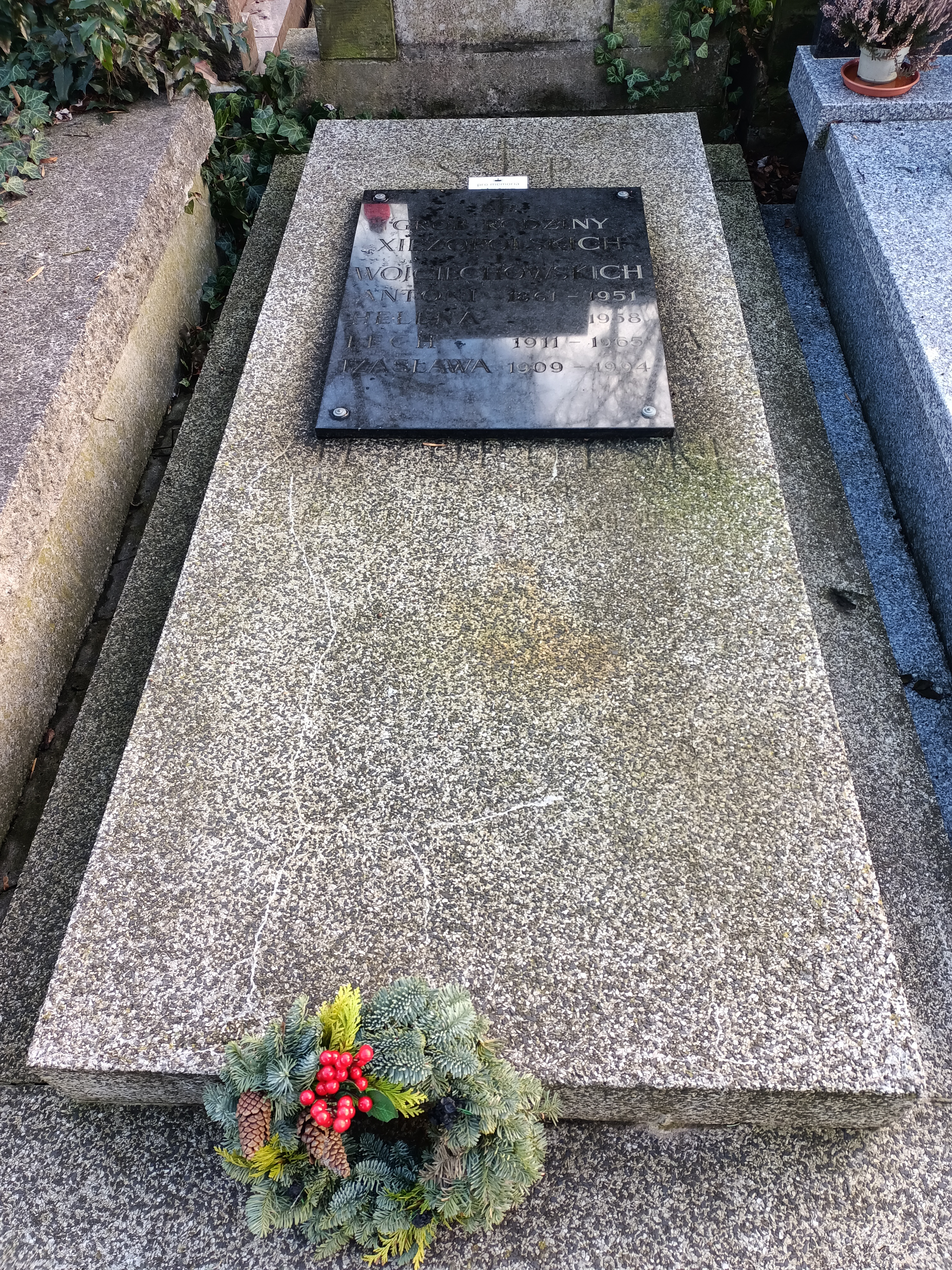
Nagrobek Antoniego Xiężopolskiego na Cmentarzu Powązkowskim

Antoni Xiężopolski (Antoni Księżopolski) (ur. 6 września 1861 w Wieliszewie, zm. 21 maja 1951 w Warszawie) – polski inżynier, zasłużony dla polskiego kolejnictwa konstruktor parowozów, profesor Politechniki Warszawskiej, wywarł znaczny wpływ na budowę polskiego taboru kolejowego oraz na wyższe szkolnictwo kolejowe.

## Życiorys
Należał do pokolenia doświadczonych specjalistów, którzy po odzyskaniu przez Polskę niepodległości powrócili do kraju, by wziąć udział w organizowaniu od podstaw zarówno polskich wyższych szkół, jak i przemysłu.
Był synem Andrzeja Xieżopolskiego, dzierżawcy majątku Wieliszewo w gminie Nieporęt i Marii z Majeranowskich. Ukończył w 1882 Gimnazjum Realne w Łowiczu, następnie odbył studia na Wydziale Kolejowym w Petersburskim Instytucie Technologicznym, które ukończył w roku 1887, Instytutu Technologicznego, po czym podjął pracę w aleksandrowskiej fabryce Głównego Towarzystwa Rosyjskich Dróg Żelaznych. W latach od 1887 do 1900 pracował na Kolei Nikołajewskiej, zajmując się projektowaniem i budową taboru kolejowego. W 1897 przeszedł do służby państwowej i został wysłany przez Ministerstwo Komunikacji do Stanów Zjednoczonych, gdzie latach od 1898 do 1900 pracował w zakładach The Baldwin Locomotive Works przy konstruowaniu i budowie lokomotyw, które sam zaprojektował dla Kolei Wschodniochińskiej w Mandżurii. Dzięki nabytemu wcześniej doświadczeniu w 1900 roku powrócił do przemysłu, pełniąc funkcję dyrektora technicznego lub naczelnego w największych zakładach taboru kolejowego na terenie ówczesnej Rosji: w Rewlu (obecnie Tallinn) fabryka wagonów Dwigatel, osiem lat później zarządzał fabryką Feniks znajdującą się w Rydze, a w czasie I wojny światowej w Piotrogrodzie. Po wybuchu rewolucji październikowej został powołany przez Lenina do składającego się z dziesięciu inżynierów i dziesięciu robotników Zarządu Rejonowego Zakładów Przemysłu Ciężkiego, któremu podlegały najważniejsze przedsiębiorstwa w Piotrogrodzie, w tym słynne Zakłady Putiłowskie. Niezależnie od swojej pracy konstruktorskiej w przemyśle, prowadził od 1896 do 1921 roku kursy projektowania parowozów w Petersburskim Instytucie Technologicznym. Po zawarciu między Niemcami i bolszewikami traktatu brzeskiego, podjął usiłowania w celu repatriacji do Polski, na co jednak zezwolono w lutym 1918 jedynie jego rodzinie, sam natomiast uzyskał zgodę na to dopiero po traktacie ryskim kończącym wojnę polsko-bolszewicką.
Po powrocie do Polski w końcu sierpnia 1921 otrzymał propozycję uruchomienia na Politechnice Warszawskiej Wydziału Mechanicznego Kolejowego, by umożliwić kształcenie specjalistów niezbędnych dla powstającego w Polsce przemysłu kolejowego. Nominację profesorską otrzymał od Naczelnika Państwa w kwietniu 1922. Niezależnie od zajęć na uczelni, brał udział w pracach Rady Technicznej przy Ministrze Kolei, a także był stałym konsultantem tego Ministerstwa w sprawach konstrukcji nowego taboru kolejowego dla PKP. Na Politechnice pracował aż do emerytury, na którą przeszedł w 1936 mając 75 lat. Katedrę objął po nim jego uczeń, prof. Kazimierz Zembrzuski.
Nadal jednak, do wybuchu II wojny światowej, pełnił funkcje doradcze i konsultacyjne na rzecz Ministerstwa i zakładów produkujących lokomotywy: H. Cegielski – Poznań, Warszawska Spółka Akcyjna Budowy Parowozów oraz Pierwsza Fabryka Lokomotyw w Polsce S.A. w Chrzanowie. Wojnę przeżył w Warszawie. Po upadku powstania został wywieziony do Koniecpola. Do Warszawy wrócił już w czerwcu 1945 i mając 84 lat włączył się w odbudowę polskiego kolejnictwa, podejmując się kolejnych zadań doradczych i konsultacyjnych powierzanych mu przez Ministerstwo Kolei. Do jego obowiązków należało między innymi, jak określała jedna z umów zawartych z Ministerstwem ...narzucanie rozwiązań konstrukcyjnych nowych parowozów... Był czynny zawodowo aż do swojej śmierci. Zmarł w wieku 89 lat. Spoczywa na cmentarzu Powązkowskim w Warszawie (kwatera 140-6-5).
Jego głównym osiągnięciem w czasach pobytu w Rosji był praca nad parowozami dla kolei transsyberyjskiej, co oprócz różnych znaczących modernizacji, obejmowało skonstruowanie trzech nowych typów parowozów, które były produkowane w znacznych ilościach. Jego zasługą w rozwoju kolejnictwa w Polsce – oprócz kształcenia nowych kadr inżynierów – była praca eksperta Ministerstwa Komunikacji, który ustalał założenia dla nowych projektów taboru kolejowego, takich jak np. dla międzywojennych parowozów OKz32, Ty37, Pt31 oraz parowozu pośpiesznego Pm36, który – zaprojektowany przez prof. inż. Kazimierza Zembrzuskiego i jego zespół w Fabloku, w Chrzanowie – został wyróżniony na Wystawie Światowej w Paryżu w 1937 i stał się ikoną polskiego przemysłu międzywojennego. Prof. Xiężopolski był też pionierem budowy wagonów spalinowych.
Żonaty z Heleną Thileman, miał córkę Izasławę (ur. 1909, zm. 1993) absolwentkę SGH (1933), która wyszła za mąż za Edmunda Wojciechowskiego oraz syna Lecha (ur. 1911, zm. 1965 lub 66) absolwenta Wydz. Inżynierii Lądowej PW (1935), pilota myśliwskiego w RAF podczas II wojny światowej.